# 柚木町 (愛西市)
柚木町（ゆぎちょう）は、愛知県愛西市にある地名。8つの字からなる。

## 地理
旧佐屋町域北端で、愛西市の東南部に位置する。

### 字一覧
（五十音順・読みはyahoo地図）
- 北田面 - きただめん（北緯35度9分58.3秒 東経136度43分29.9秒 / 北緯35.166194度 東経136.724972度）
- 東郷曲輪 - とうごうぐるわ（北緯35度9分52.6秒 東経136度43分35.5秒 / 北緯35.164611度 東経136.726528度）
- 中田面 - なかだめん（北緯35度9分50.3秒 東経136度43分26.3秒 / 北緯35.163972度 東経136.723972度）
- 西田面 - にしだめん（北緯35度9分51.4秒 東経136度43分14.5秒 / 北緯35.164278度 東経136.720694度）
- 東田面 - ひがしだめん（北緯35度9分48.9秒 東経136度43分38.6秒 / 北緯35.163583度 東経136.727389度）
- 前田面 - まえだめん（北緯35度9分41.8秒 東経136度43分20.9秒 / 北緯35.161611度 東経136.722472度）
- 元屋敷曲輪 - もとやしきぐるわ（北緯35度9分57.3秒 東経136度43分40.6秒 / 北緯35.165917度 東経136.727944度）
- 山廻 - やままわり（北緯35度9分57.6秒 東経136度43分15秒 / 北緯35.166000度 東経136.72083度）

## 歴史

### 町名の由来
町域に所在する由之伎神社に由来する。

### 沿革
- 江戸時代 - 尾張国海東郡の尾張藩領佐屋代官所支配の柚木村として成立[7]。村は大きく東ユギ・西ユギに分かれていたという[7]。
- 1650年（慶安3年） - 洪水により田畑に損害[7]。
- 1728年（享保13年） - 佐屋川堤防が決壊し、人家・神社等が流失[7]。村内に池が発生したという[7]。
- 1889年（明治22年） - 佐依木村大字柚木となる[7]。
- 1906年（明治39年） - 佐屋村大字柚木となる[7]。
- 1907年（明治40年） - 1898年（明治31年）に開通していた尾西鉄道に日比野駅が開業[7]。
- 1920年（大正9年） - 羊毛整製会社（現近藤紡織）が設立される[7]。
- 1955年（昭和30年） - 佐屋町大字柚木となる[7]。
- 2005年（平成17年）4月1日 - 愛西市成立に伴い、柚木町となる。

## 世帯数と人口
2019年（令和元年）5月1日現在の世帯数と人口は以下の通りである。
| 町丁   | 世帯数  | 人口    |
| ------ | ------- | ------- |
| 柚木町 | 485世帯 | 1,268人 |

### 人口の変遷
国勢調査による人口の推移
| 2005年（平成17年） | 1,020人 | [ 8 ]  |  |
| 2010年（平成22年） | 1,085人 | [ 9 ]  |  |
| 2015年（平成27年） | 1,076人 | [ 10 ] |  |

## 小・中学校の学区
市立小・中学校に通う場合、学区は以下の通りとなる。
| 番・番地等 | 小学校             | 中学校             |
| ---------- | ------------------ | ------------------ |
| 全域       | 愛西市立佐屋小学校 | 愛西市立佐屋中学校 |

## 交通

### 鉄道
名古屋鉄道（名鉄）
■ 尾西線 日比野駅

### バス
- 愛西市巡回バス（2020年4月1日現在）[12]

|    | 停留所名   | 座標                                                                     | ルート                         |
| -- | ---------- | ------------------------------------------------------------------------ | ------------------------------ |
| 26 | 愛西プラザ | -                                                                        | 佐屋西、佐屋中央、立田         |
| 27 | 柚木       | 北緯35度9分45.8秒 東経136度43分25.8秒 / 北緯35.162722度 東経136.723833度 | 佐屋西、佐屋中央               |
| 28 | 日比野駅東 | -                                                                        | 佐屋西、佐屋中央、佐屋東、立田 |

### 道路
- 愛知県道458号一宮弥富線（巡見街道）

## 施設
- 由之伎神社[13]（北緯35度9分45.6秒 東経136度43分32.3秒 / 北緯35.162667度 東経136.725639度）
- 明教寺[13]（北緯35度9分44秒 東経136度43分22.6秒 / 北緯35.16222度 東経136.722944度）
- 天王幼稚園[13]（北緯35度9分54.4秒 東経136度43分21.4秒 / 北緯35.165111度 東経136.722611度）
- DCM愛西店（北緯35度9分56.2秒 東経136度43分44.3秒 / 北緯35.165611度 東経136.728972度）
- 名古屋鉄道尾西線日比野駅[13]（北緯35度9分47.6秒 東経136度43分42.1秒 / 北緯35.163222度 東経136.728361度）
- あいち海部農業協同組合佐屋支店（北緯35度9分44.9秒 東経136度43分40.4秒 / 北緯35.162472度 東経136.727889度）

## その他

### 日本郵便
- 郵便番号 : 496-0904[3]（集配局：津島郵便局[14]）。